# Cinema da Noruega
O cinema na Noruega é bastante apoiado pelo estado, tendo como temática freqüentemente abordada a passagem pela adolescência. Alguns exemplos do cinema norueguês são:
- A animação com fantoches Flåklypa Grand Prix de Ivo Caprino feita em 1975.
- O longa-metragem Insomnia, de Erik Skjoldbjærg, feito em 1997. Al Pacino e Robert de Niro estrelaram a remontagem norte-americana deste filme em 2002.